# Concatedral de San Pedro y San Pablo (Osijek)
La concatedral de San Pedro y San Pablo o simplemente catedral de Osijek (en croata: Konkatedrala sv. Petra i Pavla) es la concatedral de la arquidiócesis de Đakovo-Osijek, se trata de un edificio de estilo neogótico, situado en Osijek, Croacia. La aguja de múltiples niveles de 90 metros es uno de los monumentos de la ciudad. La iglesia fue construida en 1894-1900 por iniciativa del obispo de Đakovo Josip Juraj Strossmayer.

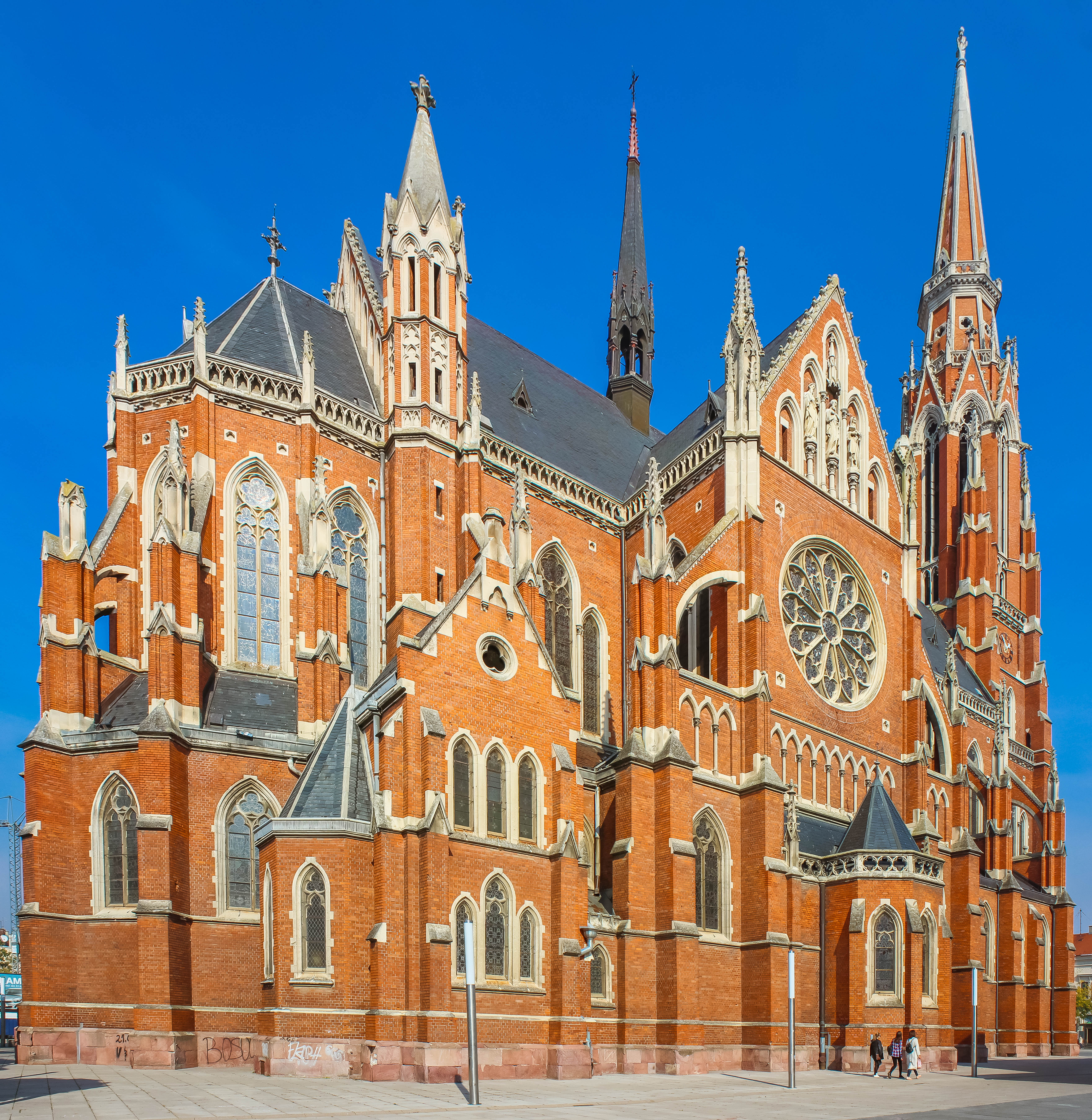
Vista lateral de la cocatedral

La iglesia es accesible a través de una pequeña puerta a la derecha de la puerta principal, donde se pasa por un trío de gárgolas. El interior es un tesoro de la ornamentación de estilo neogótico, con una sucesión de altares apinaculados acompañados de vitrales exuberantes. El interior fue rematado en 1938-1942 cuando el destacado pintor croata Mirko Rački cubrió las paredes y techos con frescos de colores brillantes que ilustran episodios famosos del Antiguo y Nuevo Testamento.
Este es el edificio más alto de Croacia fuera de Zagreb.